# Оффе, Клаус
Клаус Оффе (нем. Claus Offe; 16 марта 1940, Берлин, Третий Рейх) – немецкий учёный, политический социолог и политолог марксистской ориентации, педагог, профессор социологии, доктор наук. Член Европейской академии (1989). Член Американской академии искусств и наук.

## Биография
Образование получил в университетах Кёльна, Берлина и Констанцы. В 1965–1967 годах работал ассистентом у Юргена Хабермаса. Участвовал в студенческом движении ФРГ 1960-х, был активистом Социалистический союза немецких студентов, затем одним из создателей Партии зелёных.
Получил докторскую степень во Франкфуртском университете. Возглавлял кафедры политологии и политической социологии в университетах Билефельда и Бремена, а также в Берлинском университете. Представитель второго поколения Франкфуртской  школы.
Внёс существенный вклад в развитие социальных наук, показал противоречивую взаимосвязь между демократией как политической системой и капитализмом как экономической системой. Как критический аналитик капиталистической рационализации труда, Оффе является сторонником всеобщего базового дохода. Его последние работы посвящены государственным и экономическим преобразованиям в странах Центральной и Восточной Европы.

## Избранные публикации
- Political Culture and the Politics of the Social Democratic Government, 1982
- Modernity and The State: East and West (avec Charles Turner et Jeremy Gaines), Cambridge, Polity Press, 1996 (ISBN 0-7456-1674-7).
- The Varieties of Transition: the East European and East German experience, Cambridge, Polity Press, 1996 (ISBN 0-7456-1608-9).
- Institutional Design in Post-Communist Societies. Rebuilding the Ship at Sea, Cambridge, University Press, 1998 (ISBN 0-521-47386-1)
- Reflections on America: Tocqueville, Weber and Adorno in the United States, Cambridge: Cambridge University Press, 2005 (ISBN 0-7456-3505-9)
- Basic Income and the Labor Contract, in Analyse & Kritik, 2009
- Inequality and the Labour Market, 2010 ( Institut für Arbeitsmarkt und Berufsforschung)